# Корольков, Иван Васильевич

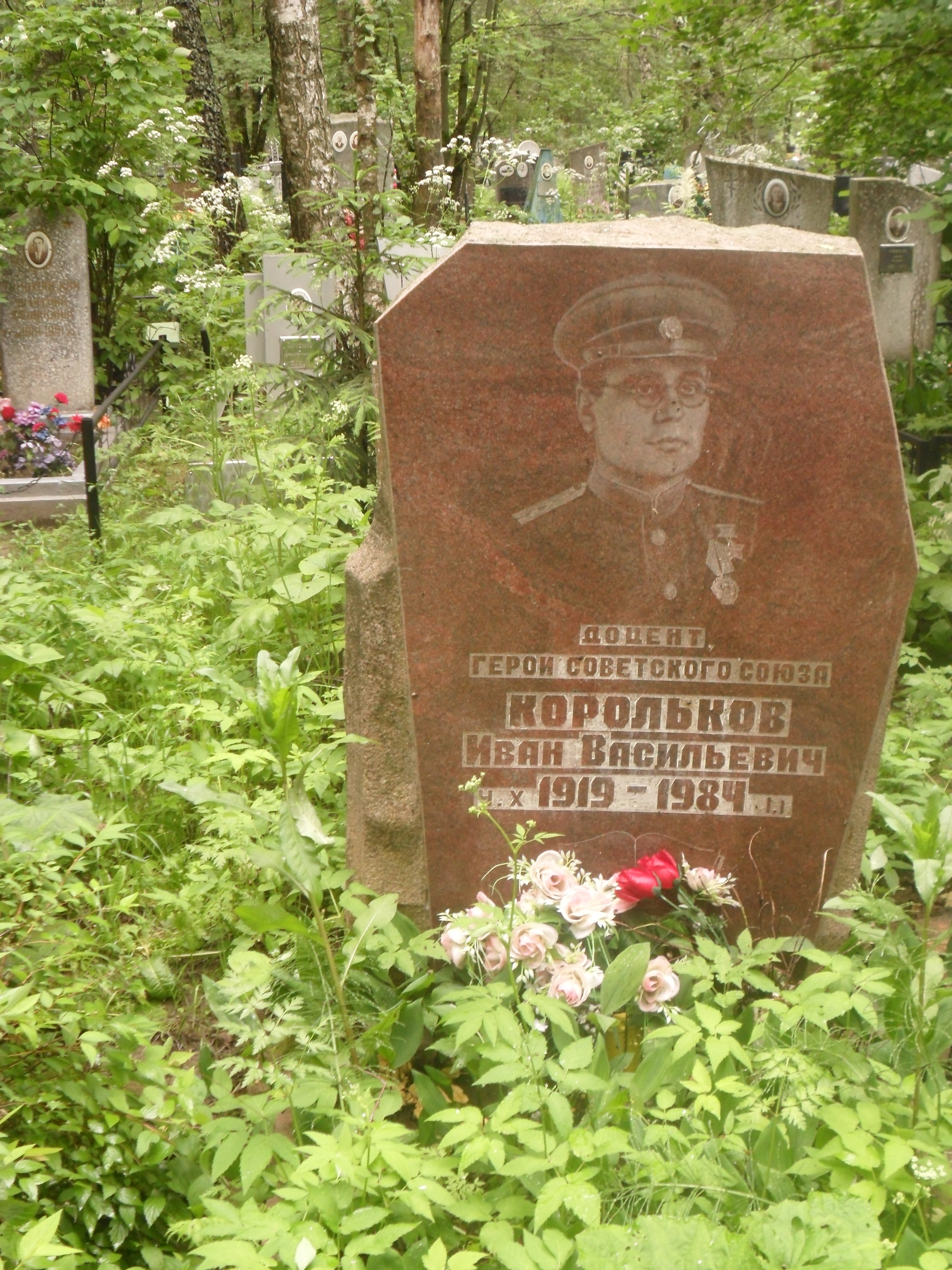
Могила Королькова на Новом кладбище Смоленска.

Иван Васильевич Корольков (4 октября 1919 года — 1 января 1984 года) — участник Великой Отечественной войны, Герой Советского Союза (15 января 1944 года).

## Биография
Иван Корольков родился 4 октября 1919 года в селе Тундрино (ныне — Сургутский район Ханты-Мансийского автономного округа) в крестьянской семье. В 1930-х годах вместе с семьёй он был сослан в Обдорск (ныне — Салехард), где окончил школу и поступил на учёбу в Уральский университет на исторический факультет. Великая Отечественная война застала Королькова, когда он заканчивал второй курс университета. После сдачи экзаменов он работал на стройке эвакуированного завода в Алапаевске. Недоучившись, Корольков пошёл работать учителем в одну из школ Вагайского района. В декабре 1942 года он был призван на службу в Рабоче-крестьянскую Красную Армию и направлен на курсы младших лейтенантов в Новосибирске. Летом 1943 года, не успев окончить курсы, был направлен на фронт в районе Курской дуги. Участвовал в освобождении Орла, Орши, Глухова, Чернигова. К сентябрю 1943 года гвардии ефрейтор Иван Корольков был наводчиком станкового пулемёта 221-го гвардейского стрелкового полка 77-й гвардейской стрелковой дивизии 61-й армии Центрального фронта. Отличился во время битвы за Днепр.
Вместе с группой бойцов Корольков одним из первых в своём подразделении переправился на западный берег реки. Подразделение, где служил Корольков, имело приказ принять на себя удар противника и отвлекать его, пока остальные подразделения не переправятся через Днепр. В бою Корольков получил ранение, но поля боя не покинул, и, ведя пулемётный огонь, уничтожил около 100 вражеских солдат и офицеров. После окончания боя он был отправлен в госпиталь. В результате тяжёлого ранения у Королькова практически перестала двигаться правая рука, поэтому он был комиссован из армии в апреле 1944 года.
Указом Президиума Верховного Совета СССР «О присвоении звания Героя Советского Союза генералам, офицерскому, сержантскому и рядовому составу Красной Армии» от 15 января 1944 года за «образцовое выполнение боевых заданий командования по форсированию реки Днепр и проявленные при этом мужество и героизм» гвардии ефрейтор Иван Корольков был удостоен высокого звания Героя Советского Союза с вручением ордена Ленина и медали «Золотая Звезда» за номером 7244.
После комиссования Корольков служил в органах прокуратуры в Вагайском районе, затем в Тюмени, Дагестанской АССР, Железноводске. В 1947 году он вышел на пенсию. В 1949 году Корольков с отличием окончил Пятигорский педагогический институт, остался в нём ассистентом на кафедре всеобщей истории, занимался научной и преподавательской деятельностью. В 1958—1964 годах Корольков был ректором Читинского педагогического института. По состоянию здоровья переехал в Смоленск, где работал деканом и заведующим кафедрой Смоленского педагогического института. Был направлен на работу в Китайскую Народную Республику. Являлся одним из соавторов учебника по истории СССР на немецком языке для школьников ГДР, автором нескольких десятков научных работ и двух книг. Умер 1 января 1984 года, похоронен на Новом кладбище Смоленска.

## Награды
- Медаль «Золотая Звезда» Героя Советского Союза (№ 7244);
- орден Ленина.
- Медали, в том числе:
  - за доблестный труд.

## Память
- Бюст Героя установлен в городе Ханты-Мансийске на «Аллее славы», в парке Победы[3].
- Также Бюст Ивана Васильевича Королькова установлен в городе Сургуте[4].
- Именем И. В. Королькова названа средняя школа № 1 города Салехарда, Ямало-Ненецкий автономный округ.
- Имя героя присвоено школе и улице посёлка Высокий Мыс. Мемориальная доска в честь Героя установлена 9 мая 2005 года на здании школы посёлка Высокий Мыс Ханты-Мансийского автономного округа[5].
- Мемориальная доска в память о Королькове установлена Российским военно-историческим обществом на здании Салехардской средней школы № 1, где он учился.
- На здании Смоленского госуниверситета открыта мемориальная доска
- На здании корпуса историко-филологического факультета Забайкальского государственного университета, ректором которого с 1958 по 1964 года был Иван Васильевич, установлена мемориальная доска. Ежегодно в преддверии Дня Победы студенты и преподаватели ЗабГУ проводят митинг и возложение цветов к памятной доске И.В.Королькова.